# Aniekeme Alphonsus
Aniekeme Alphonsus (* 25. Dezember 1999) ist eine nigerianische Sprinterin.

## Sportliche Laufbahn
Erste internationale Erfahrungen sammelte Aniekeme Alphonsus 2015 bei den Juniorenafrikameisterschaften in Addis Abeba, bei denen sie in 11,83 s die Silbermedaille im 100-Meter-Lauf sowie über 200 Meter in 24,19 s Bronze gewann. Zudem siegte sie mit der nigerianischen 4-mal-100-Meter-Staffel in 44,83 s. Bei den anschließenden Commonwealth Youth Games in Apia sicherte sie sich ebenfalls Silber und Bronze über 100 und 200 Meter und siegte auch dort mit der Staffel in 45,86 s. Im Jahr darauf schied sie bei den U20-Weltmeisterschaften in Bydgoszcz mit 11,85 s in der ersten Runde aus und ging im 200-Meter-Lauf kurzfristig nicht an den Start. 2019 nahm sie erstmals an den Afrikaspielen in Rabat teil und wurde dort in 11,78 s Achte.
2017 wurde Alphonsus nigerianische Meisterin im 100-Meter-Lauf.

## Persönliche Bestleistungen
- 100 Meter: 11,30 s (+0,9 m/s), 8. Juni 2019 in Montverde
  - 60 Meter (Halle): 7,35 s, 24. Februar 2018 in Fargo
- 200 Meter: 23,11 s (−0,1 m/s), 8. Juni 2019 in Montverde
  - 200 Meter (Halle): 23,93 s, 24. Februar 2018 in Fargo